# Gustav Lorentzen
Gustav Fredrik Lorentzen (13 janvier 1915–7 août 1995) est un thermodynamicien norvégien.
Gustav Lorentzen a été professeur à l’Institut norvégien de technologie (NTH), et à l’Université norvégienne de sciences et de technologie (NTNU).
À la fin des années 1980, Gustav Lorentzen a redécouvert comment le CO2 pouvait être utilisé comme fluide réfrigérant dans les systèmes de chauffage et de refroidissement. Avec son équipe, il a développé le cycle transcritique thermodynamique moderne entre 1988 et 1991.
En 1988, Lorentzen a conçu une nouvelle manière, à la fois simple mais efficace de gérer les systèmes à CO2. Cette idée est devenue le point de départ de la réinvention de la technologie du refroidissement utilisant sur le CO2. La société japonaise Denso a utilisé la thèse rédigée par Lorentzen sur ce sujet, dans le cadre d’un nouveau type de climatisation pour véhicules automobiles. La collaboration qui s’est ensuivie entre Lorentzen et Denso a conduit, ensuite, à la création de la pompe à chaleur EcoCute commercialisée dans les années 2000.